# 地區歷史博物館 (舊扎戈拉)

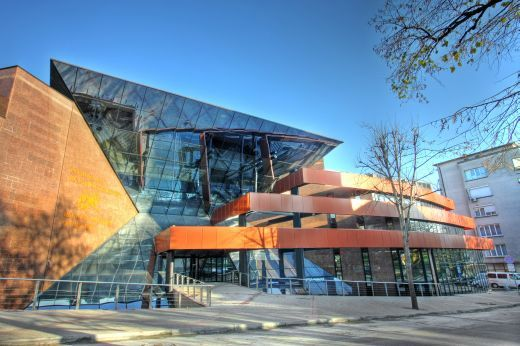
地區歷史博物館

地區歷史博物館位於保加利亞舊扎戈拉。

## 历史
於1907年開幕。2007年9月，博物館逢建館百年遷至新館。2009年3月，博物館新館正式向遊客開放。地區歷史博物館擁有超過10萬件館藏。

## 外部連結
- 官方網站 （页面存档备份，存于）